# 博里斯拉夫站
博里斯拉夫站是布拉格地铁A线的一座车站。